# Ґожево-Кольонія
Ґожево-Кольонія (пол. Gorzewo-Kolonia) — село в Польщі, у гміні Щавін-Косьцельни Ґостинінського повіту Мазовецького воєводства. Населення — 121 особа (2011).
У 1975—1998 роках село належало до Плоцького воєводства.

## Демографія
Демографічна структура станом на 31 березня 2011 року:
|          | Загалом | Допрацездатний вік | Працездатний вік | Постпрацездатний вік |
| -------- | ------- | ------------------ | ---------------- | -------------------- |
| Чоловіки | 61      | 13                 | 40               | 8                    |
| Жінки    | 60      | 7                  | 40               | 13                   |
| Разом    | 121     | 20                 | 80               | 21                   |